# Кръвта на Амбър
„Кръвта на Амбър“ (на английски: Blood of Amber) е седмата книга от поредицата фентъзи романи на Роджър Зелазни „Хрониките на Амбър“.
| Предишна:           | Поредица:          | Следваща:       |
| ------------------- | ------------------ | --------------- |
| Козовете на съдбата | Хрониките на Амбър | Знакът на хаоса |